# Бајстави
Бајстави (фр. Baillestavy) насеље је и општина у јужној Француској у региону Лангдок-Русијон, у департману Источни Пиринеји која припада префектури Прад.
По подацима из 2011. године у општини је живело 103 становника, а густина насељености је износила 5,42 становника/km². Општина се простире на површини од 17,89 km². Налази се на средњој надморској висини од 585 метара (максималној 1.720 m, а минималној 468 m).

## Демографија
| 1962. | 1968. | 1975. | 1982. | 1990. | 1999. | 2011. |
| ----- | ----- | ----- | ----- | ----- | ----- | ----- |
| 33    | 54    | 55    | 50    | 53    | 58    | 103   |

График промене броја становника у току последњих година